# Mareanivka, Kahovka
Mareanivka (în ucraineană Мар'янівка) este un sat în comuna Tavrîceanka din raionul Kahovka, regiunea Herson, Ucraina.

## Demografie
Componența lingvistică a localității Mareanivka
     Ucraineană (94,5%)
     Rusă (4,81%)
     Alte limbi (0,52%)
Conform recensământului din 2001, majoritatea populației localității Mareanivka era vorbitoare de ucraineană (94,5%), existând în minoritate și vorbitori de rusă (4,81%).